# Волдорф-Асторія
Волдорф-Асторія (англ. Waldorf Astoria) — фешенебельний багатоповерховий готель на Мангеттені в Нью-Йорку; на момент будівництва — найвищий у світі.

## Історія
У кінці XIX століття двоюрідні брати Астори: Вільям Волдорф і Джон Джекоб, будучи не в найкращих стосунках через спадкову тяжбу, побудували в Нью-Йорку два готелі. Перший був зведений Вільямом Волдорфом у 1893 році на місці будинку батьків і мав 11 поверхів. Другий, споруджений Джоном Джекобом у 1897 році на місці вілли його матері, складався вже з 16 поверхів. Обидва готелі були розміщені на П'ятій авеню між 33-ю і 34-ю вулицями. Незважаючи на сімейні чвари власників, будівлі були з'єднані коридором і діяли як єдиний комплекс, який отримав назву «Волдорф-Асторія». Будинки були збудовані в однаковому стилі німецького ренесансу. У них налічувалося 1300 номерів і 40 холів, що в 1890-х роках робило «Волдорф-Асторія» найбільшим готельним комплексом Нью-Йорка. У ті ж роки метрдотель Оскар Чіркі розробив рецепт салату, який був названий на честь готелю.
У 1929 році комплекс був знесений, і на його місці був зведений хмарочос «Емпайр-Стейт-Білдінг». Через два роки трохи північніше від колишнього місця був побудований новий 47-поверховий готель під такою ж назвою. На момент відкриття він став найвищим готелем свого часу.
«Волдорф-Асторії» зобов'язані появою багато нововведень в культурі готельного бізнесу, в першу чергу регулярне прибирання. Також в готелі вперше було проведено електрику в кожному номері, а жінкам дозволялося проходити через головний вхід без супроводу чоловіків.
У 1949 році його викупила корпорація Hilton Hotels Corporation. Тоді ж дефіс в назві був замінений на знак дорівнює, і готель став іменуватися, відповідно, Waldorf-Astoria.
У 1982—1988 роках будівля була відреставрована, а в 1993 році отримала статус пам'ятки Нью-Йорка. У 2009 році знак рівності в назві готелю був замінений на пробіл.
У 2014 році власником готелю став китайський страховий холдинг Anbang Insurance Group, який купив готель у Hilton Worldwide за 1,9 млрд доларів. Відповідно до угоди про продаж, Hilton Worldwide буде керува́ти готелем протягом ста років.
Нині в «Волдорф-Асторії» є три ресторани, п'ять холів, сорок переговорних і 1416 номерів, у тому числі 181 номер у верхній частині будівлі.

### Відомі відвідувачі
Серед постояльців готелю були президент Герберт Гувер, композитор Коул Портер, генерали Бредлі, Макартур і Ейзенхауер.

## Готель у мистецтві
У «Волдорф-Асторії» було знято понад 20 фільмів, у тому числі «Інтуїція», «У ковбоїв так прийнято», «Поїздка до Америки», «Покоївка з Мангеттену» і «Запах жінки», за роль в якому Аль Пачино отримав премію «Оскар».